# Ari-cassamortari
Ari-cassamortari è un film italiano del 2024 diretto da Claudio Amendola, sequel del film del 2022 I cassamortari.

## Trama
Dopo il caso Arcangelo, i fratelli Pasti sono ormai diventati delle vere e proprie celebrità, tanto da avere come clienti veri e propri VIP che si avvalgono dei loro servizi. La famiglia sta vivendo un momento idilliaco e si ritroverà a concorrere per il premio il Vespillone d'oro. 

## Distribuzione
Il film è stato distribuito sulla piattaforma Amazon Prime Video a partire dal 23 settembre 2024.